# Telescopisch mechanisme

Telescopisch mechaniek, boven: ingeschoven, onder: uitgeschoven

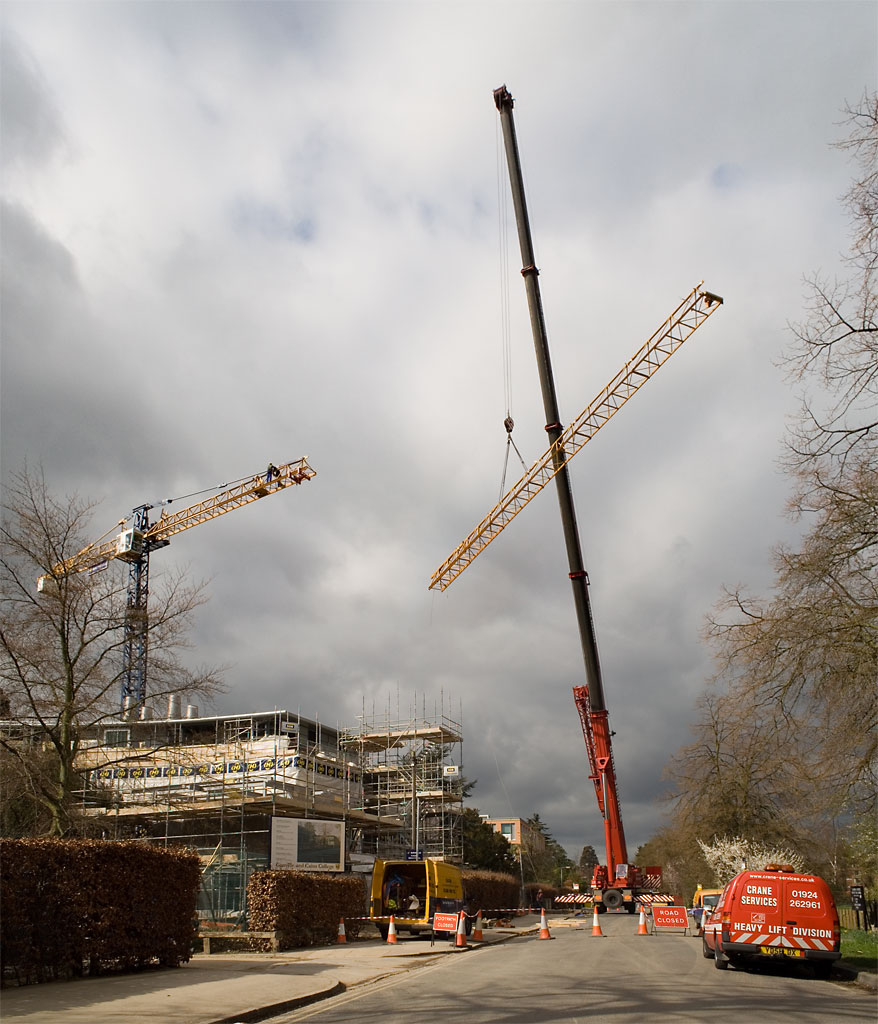
Een telescopische kraan (rood/zwart) die uit 5 segmenten bestaat, die helpt met het afbreken van een torenkraan

Een telescopisch mechaniek is een mechaniek waarbij een aantal nauwkeurig in elkaar passende holle buizen of kokers van ongeveer dezelfde lengte in en uit elkaar geschoven kunnen worden.
Wanneer een telescopisch mechaniek in elkaar geschoven is, dan is het ongeveer even lang als de langste van de buizen). In volledig uitgeschoven toestand is het mechaniek ongeveer even lang als de totale lengte van alle buizen tezamen.
Een telescopisch mechaniek wordt gebruikt wanneer een bepaalde functionaliteit in een beperkte ruimte mogelijk moet worden gemaakt.
De eerste hand-telescopen, Hollandse kijkers en verrekijkers hadden een telescopisch mechaniek om de afstand tussen objectief en oculair te veranderen en het beeld scherp te stellen. De naam van het mechaniek is daarvan afgeleid.
Telescopische mechanieken worden onder andere gebruikt in:
- telescoopkranen
- antennes voor autoradio's, draagbare radio's en mobiele telefoons
- hydraulische cilinders, onder andere voor liften
- sluitmechanismen voor dakramen
- statief voor foto- en videocamera

De meeste industriële objecten waarbij een telescopisch mechaniek wordt gebruikt worden hydraulisch aangedreven. Verder komen vooral uitschuiving op handkracht en via tegendraadse schroefdraden voor.
In het dierenrijk komen objecten voor die vergeleken kunnen worden met de functionele eigenschappen van een telescopisch mechaniek. Zo heeft de larve van de blinde bij een telescopisch uitschuifbare buis om vanonder het wateroppervlak te kunnen ademen. De penis van een aantal zoogdieren is in normale toestand in het lichaam opgeborgen, bij opwinding schuift hij telescopisch uit.